# Hypercompe cyaneator
Hypercompe cyaneator är en fjärilsart som beskrevs av Walker 1864. Hypercompe cyaneator ingår i släktet Hypercompe och familjen björnspinnare. Inga underarter finns listade i Catalogue of Life.